# Plutomurus ortobalaganensis
Plutomurus ortobalaganensis (лат.) — вид троглобионтных коллембол из отряда Entomobryomorpha (семейство Tomoceridae). Найдены в самой глубокой пещере мира (Пещера Крубера-Воронья, в горном массиве Арабика в Абхазии, Гагрский район, Западный Кавказ) и являются самыми глубоко обитающими подземными животными. С помощью приманок представители этого слепого вида были подняты с глубины 1980 м. Открытие было сделано в ходе работы совместной испанско-португальско-российской экспедиции летом 2010 года. Описание сделали испанские зоологи Рафаэль Йордана (исп. Rafael Jordana) и профессор Энрико Бакуэро (исп. Enrique Baquero) из Университета Наварры (University of Navarra, Испания), португальский спелеобиолог София Реболейра (порт. Sofia Reboleira, University of Aveiro, Португалия) и испанский энтомолог Альберто Сендра (исп. Alberto Sendra).

## Описание
Длина тела около 3 мм; окраска сероватая. Глаз нет (имеются остаточные глазные пигментные пятна). Формула прелабральных хет: 3+3. Трохантеральный орган хорошо развит на вертлугах и бёдрах. Видовое название P. ortobalaganensis дано по имени урочища Орто-Балаган, в котором находится вход в пещеру, где был найден новый таксон. Предположительно, этот и несколько других (Schaefferia profundissima, Anurida stereoodorata, Deuteraphorura kruberaensis), найденных там же новых видов, питаются грибками и разлагающейся органикой.